# Estatuto de Autonomia da Galiza de 1981

Escudo da Galiza.

O Estatuto de Autonomia da Galiza (singelamente Estatuto da Galiza), é a norma institucional básica da Galiza.
No quadro da Constituição espanhola de 1978, o Estatuto da Galiza, reconhece a esta comunidade autônoma sua condição de nacionalidade histórica. Diz que os poderes nos quais se baseia são o próprio Estatuto, a Constituição e o povo galego. Estabelece um quadro democrático de solidariedade entre todos quantos integram o povo galego.
Teve seu precedente no Estatuto de Autonomia da Galiza de 1936, aprovado em 28 de Junho de 1936 por maioria em referendo.
O estatuto recolhe entre outras coisas:
- O reconhecimento do galego como língua própria da Galiza (e a co-oficialidade com o castelhano)
- Os símbolos próprios do país galego: bandeira, escudo,…
- A divisão e organização administrativa do território em províncias, comarcas e paróquias rurais
- O reconhecimento das comunidades galegas no estrangeiro
- Fazenda e patrimônio próprios
- Diversas competências de acordo com a Constituição Espanhola e as leis de solidariedade entre as comunidades que formam Espanha

Em 6 de Abril de 1981, este estatuto foi assinado pelo rei João Carlos I da Espanha, e pelo presidente do governo Leopoldo Calvo Sotelo, no Palacio Real de Madrid.

## História
A Assembleia de Parlamentares galegos constituída em 25 de Julho de 1979, que de acordo com o artigo 151 da Constituição Espanhola de 1978, tinha as competências para elaborar e aprovar o projeto de autonomia, acordou nomear uma comissão composta por 16 representantes de partidos com e sem representação parlamentar para elaborar um primeiro texto. 8 dos membros pertenciam à UCD,  2 ao PSOE, 2 a AP, 1 ao PCG, 1 ao POG, 1 ao PG e 1 ao PTG. O texto que elaborou essa comissão conheceu-se como o Estatuto dos 16 e foi considerado por partidos nacionalistas e de esquerdas como pouco ambicioso e de segunda ordem em relação a Catalunha e País Basco, pelo que se convocou uma manifestação em Vigo em 4 de Dezembro de 1979 que resultou multitudinário, dando lugar a que Adolfo Suárez reconhecera que se errara na elaboração do estatuto galego.